# Frederik Ludolf Gustmeyer
Frederik Ludolf Gustmeyer (18. april 1752 i København – 1804) var en dansk handelsmand.
Han var søn af Carl Hieronimus Gustmeyer og Catharina f. Sprich. Da moderen døde i december 1773, fandt F.L. Gustmeyer, der under hendes sygdom af Frederik Bargum var blevet hjemkaldt fra Hamborg og på sammes tilskyndelse var indtrådt i firmaet, boets tilstand i stor uorden og måtte begynde med at gøre opbud, mens Bargum forlod landet. Under de heldige konjunkturer i slutningen af det 18. århundrede arbejdede Gustmeyer sig dog senere op til en af byens rigeste mænd, førte et stort hus i sin anselige ejendom (senere den Adlerske Gård) ved Gammel Strand og var medlem af Grosserersocietetet og siden 1788 svensk konsul. Familienavnet udslukkedes af vor handelsverden med hans søn, der døde i trange kår.